# ヘリグロヒキガエル
ヘリグロヒキガエル（縁黒蟇蛙、Bufo melanostictus）は、両生綱無尾目ヒキガエル科ヒキガエル属に分類されるカエル。未判定外来生物。

## 分布
インド、インドネシア（ジャワ島、スマトラ島、バリ島、ボルネオ島）、カンボジア、スリランカ、タイ、中国南部、台湾、ネパール、パキスタン、マレーシア、ミャンマー、ラオス

## 形態
体長6-12cm。吻端から耳腺にかけて隆起があり、この隆起の縁が黒いことが和名の由来。皮膚には先端が黒いイボがあり、耳腺は大きい。外敵に掴まれる等の刺激を受けると、耳腺やイボから乳白色の毒物を分泌する。体色には変異があり赤、黄、黒等がある。

## 生態
草原や森林、農耕地、民家近く、都市部等幅広い環境に生息する。陸棲で繁殖期以外に積極的に水場に近づくことはなく、比較的乾燥した環境を好む。夜行性で、昼間は石や倒木の下等で休む。
食性は肉食性で昆虫類や節足動物、甲殻類、陸棲の貝類、ミミズ等を食べる。素早く舌をのばして獲物を捕らえ飲みこむ。
繁殖形態は卵生で、2-4月に池沼の水草や石の下等に長いひも状の寒天質に包まれた卵を産む。

## 人間との関係
民家近くや都市部で見かけることもあり、夜間になると大量に出没することもあるため生息地では人間に身近なカエルだと思われる。
本種の皮膚から分泌される毒物を乾燥させ、蟾酥という漢方薬として用いることもある。
ペットとして飼育されることもあり、日本にも輸入されていた。しかし2005年に外来生物法によりヒキガエル属が数種を除いて未判定外来生物に指定されたため、2007年現在本種を含むヒキガエル属の日本国内での流通はほぼない。